# Cymothoe vicina
Cymothoe vicina är en fjärilsart som beskrevs av Gustaaf Hulstaert 1926. Cymothoe vicina ingår i släktet Cymothoe och familjen praktfjärilar. Inga underarter finns listade i Catalogue of Life.